# Фінікс Райзінг
ФК «Фенікс Райзінг» (англ. Phoenix Rising Football Club) — американський футбольний клуб зі Скоттсдейла, Аризона, заснований у 2014 році як «Аризона Юнайтед». Виступає в USL. Домашні матчі приймає на однойменному стадіоні, місткістю 6 200 глядачів.
У 2017 році перейменований на «Фенікс Райзінг».
Виступає у Західній конференції USL.